# Kevin Curren
Kevin Melvyn Curren (n. 2 martie 1958, Durban, Uniunea Africii de Sud) este un fost jucător profesionist de tenis. El a jucat două finale de Grand Slam la simplu și a obținut patru titluri de Grand Slam la dublu.

## Cariera
Curren a jucat tenis și cricket la liceul Glenwood din Durban. A făcut colegiul în Statele Unite, la Universitatea Texas din Austin, unde a practicat tenisul și a câștigat titlul NCAA la simplu în 1979. În același an a devenit jucător profesionist și a câștigat primul său titlu la simplu în 1981 la Johannesburg.
În 1983, Curren a jucat prima semifinală a unui turneu de Grand Slam la Wimbledon, după ce l-a învins pe campionul en-titre, Jimmy Connors cu 6–3, 6–7, 6–3, 7–6, în turul al patrulea, producând o mare surpriză. Curren a pierdut semifinala în fața neozeelandezului Chris Lewis venit din calificări, în cinci seturi, cu 6–7, 6–4, 7–6, 6–7, 8–6, Lewis devenind atunci al șaptelea jucător venit din calificări care ajunge într-o finală la Wimbledon. În 1984, Curren a ajuns în finala de la Australian Open, după ce în semifinală a revenit de la 0-2 la seturi în fața lui Ben Testerman. Mats Wilander l-a învins în finala disputată pe iarbă pe terenurile de la Kooyong, în patru seturi: 6–7, 6–4, 7–6, 6–2.
În 1985, Curren a ajuns din nou în finala de la Wimbledon, fiind ajutat de pe margine de Tony Roche. După ce l-a învins pe viitorul campion Stefan Edberg în turul al patrulea în trei seturi, 7–6, 6–3, 7-6, l-a eliminat pe numărul 1 mondial John McEnroe în sferturile de finală, cu 6–2, 6–2, 6-4, și pe numărul 3 mondial Jimmy Connors în semifinală 6–2, 6–2, 6–1.  Curren a fost primul jucător care i-a învins pe amândoi la același turneu de Grand Slam. McEnroe a comentat mai târziu că i-a fost greu să contracareze serviciul foarte rapid al lui Curren, serviciu care, cu aruncarea mingii la mică înălțime, era foarte greu de anticipat și tindea să producă mingi joase care săreau derutant din iarbă. În finală, el a pierdut în patru seturi în fața lui Boris Becker 3-6, 7-6, 6-7, 4-6 într-un meci rămas în istorie pentru că, la doar 17 ani, Becker a devenit cel mai tânăr campion de Grand Slam la masculin (record bătut ulterior de Michael Chang în 1989 la Roland Garros). Finala a fost una foarte disputată, iar Becker îi arunca priviri ostile lui Curren între puncte. La un schimb de terenuri, Becker i-a atins în mișcare umărul lui Curren când au trecut unul pe lângă celălalt. După înfrângere, Curren a declarat că prevede o creștere a numărului de jucători tineri de succes și a anticipat că vor avea cariere mai scurte și mai intense.
Deși nu a câștigat niciun titlu de Grand Slam la simplu, Curren a câștigat patru titluri de Grand Slam la dublu. În 1981 a câștigat U.S. Open, iar în 1982, Wimbledonul, la dublu mixt. Tot în 1982 a câștigat două titluri la US Open, cel de dublu masculin și cel de dublu mixt. De-a lungul carierei sale, Curren a câștigat 5 titluri la simplu și 26 la dublu. Locul maxim ocupat în carieră a fost locul 5 la simplu și locul 3 la dublu. Premiile sale pe toată cariera au totalizat 3.055.510 de dolari. Ultimul titlu la simplu din carieră l-a câștigat în 1989 la Frankfurt, iar ultimul titlu la dublu l-a câștigat în 1992 la Seul. Curren s-a retras din competițiile profesioniste în 1993.
După retragere, Curren a fost căpitan nejucător al echipei naționale de Cupa Davis a Africii de Sud.